# Torben Johannesen

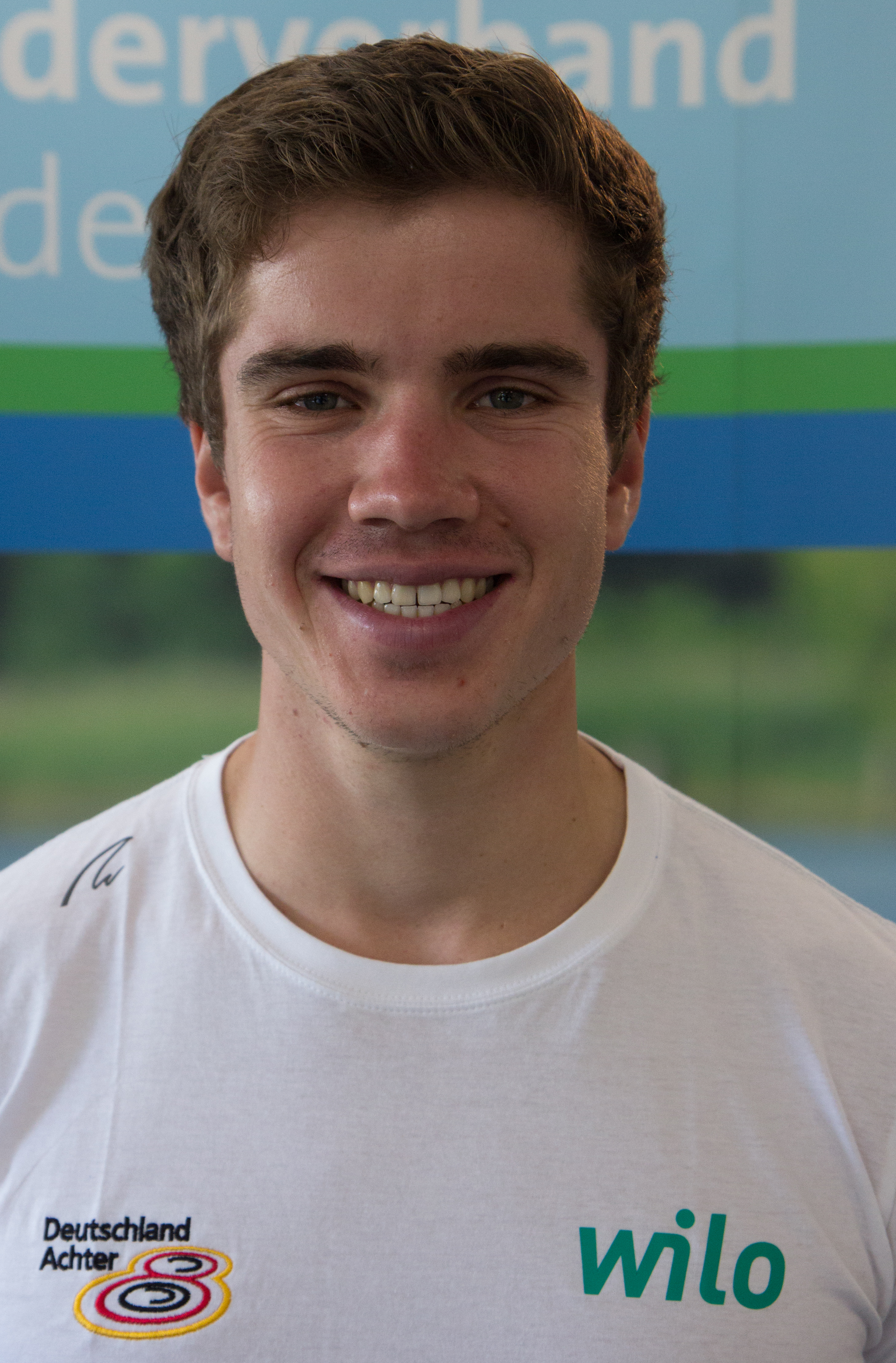
Torben Johannesen, 2017

Torben Johannesen ([johaˈneːzn̩], * 21. September 1994 in Hamburg) ist ein deutscher Ruderer. 2021 gewann er eine olympische Silbermedaille.

## Sportliche Karriere
Torben Johannesen begann 2005 beim Ruder-Club Bergedorf mit dem Rudersport. 2011 belegte er mit dem Vierer mit Steuermann den fünften Platz bei den Junioren-Weltmeisterschaften, im Jahr darauf war er Vierter im Zweier ohne Steuermann bei der Junioren-Weltmeisterschaft 2012. Bei U23-Weltmeisterschaften gewann er 2013 die Bronzemedaille im Vierer mit Steuermann und belegte 2014 den vierten Platz mit dem Achter. 2015 debütierte er beim Ruder-Weltcup in Varese im Deutschland-Achter. Im gleichen Jahr gewann er mit dem Achter bei der U23-Weltmeisterschaft. 2016 trat er im Weltcup im Vierer ohne Steuermann und im Zweier ohne Steuermann an, für die Olympischen Spiele 2016 war er als Ersatzmann nominiert.
2017 rückte Johannesen in den Deutschland-Achter auf. Bei den Europameisterschaften im Mai 2017 gewann der neu zusammengesetzte Deutschland-Achter die Goldmedaille. Nach Siegen beim Ruder-Weltcup in Posen und Luzern blieb der Achter auch beim Saisonabschluss ungeschlagen und gewann den Titel bei den Weltmeisterschaften in Sarasota. 2018 gewann der Deutschland-Achter in der gleichen Besetzung wie 2017 alle drei Regatten im Weltcup. Bei den Europameisterschaften in Glasgow siegte der Achter vor den Niederländern und den Rumänen. Anderthalb Monate später gewann der Achter auch den Titel bei den Weltmeisterschaften in Plowdiw vor den Australiern und den Briten. Zu Beginn der Saison 2019 siegte der Deutschland-Achter bei den Europameisterschaften 2019 in Luzern vor den Briten und den Niederländern. Bei den Weltmeisterschaften siegten die Deutschen vor den Niederländern und den Briten. Bei den Europameisterschaften 2020 siegten die Deutschen vor den Rumänen und den Niederländern. Im Jahr darauf siegten die Briten bei den Europameisterschaften in Varese vor den Rumänen und den Niederländern, die Deutschen erreichten den vierten Platz. Bei den Olympischen Spielen in Tokio gewannen die Deutschen ihren Vorlauf und erkämpften im Finale die Silbermedaille mit einer Sekunde Rückstand auf die Neuseeländer. 
Nach einem vierten Platz bei den Europameisterschaften 2022 belegte der Achter den siebten Platz bei den Weltmeisterschaften in Račice u Štětí. 2023 erreichte Johannesen mit dem Deutschland-Achter den vierten Platz bei den Europameisterschaften und den fünften Platz bei den Weltmeisterschaften. 2024 folgte der Gewinn der Silbermedaille bei den Europameisterschaften in Szeged und der vierte Platz bei den Olympischen Spielen in Paris.
Johannesen wurde 2017, 2018 und 2019 zu Hamburgs Sportler des Jahres gewählt.
Torben Johannesen ist Sportsoldat und Lehramtsstudent. Sein Bruder Eric gehörte von 2011 bis 2016 dem Deutschland-Achter an und war 2012 Olympiasieger.